# Tankōbon
Tankōbon (単行本; lit.  "livro/volume independente") é um termo da língua japonesa para um livro que é completo em si próprio e não é parte de uma série, embora a indústria de mangá use o termo para identificar compilações (brochuras) de capítulos que possam fazer parte de uma série. O termo pode ser usado para um romance, um trabalho não ficcional, um livro de economia, um livro de dicas de beleza, um livro com fotografias, um catálogo com amostras de livros anteriores para exibição, etc, em formato capa dura. É mais específico do que o hon simples

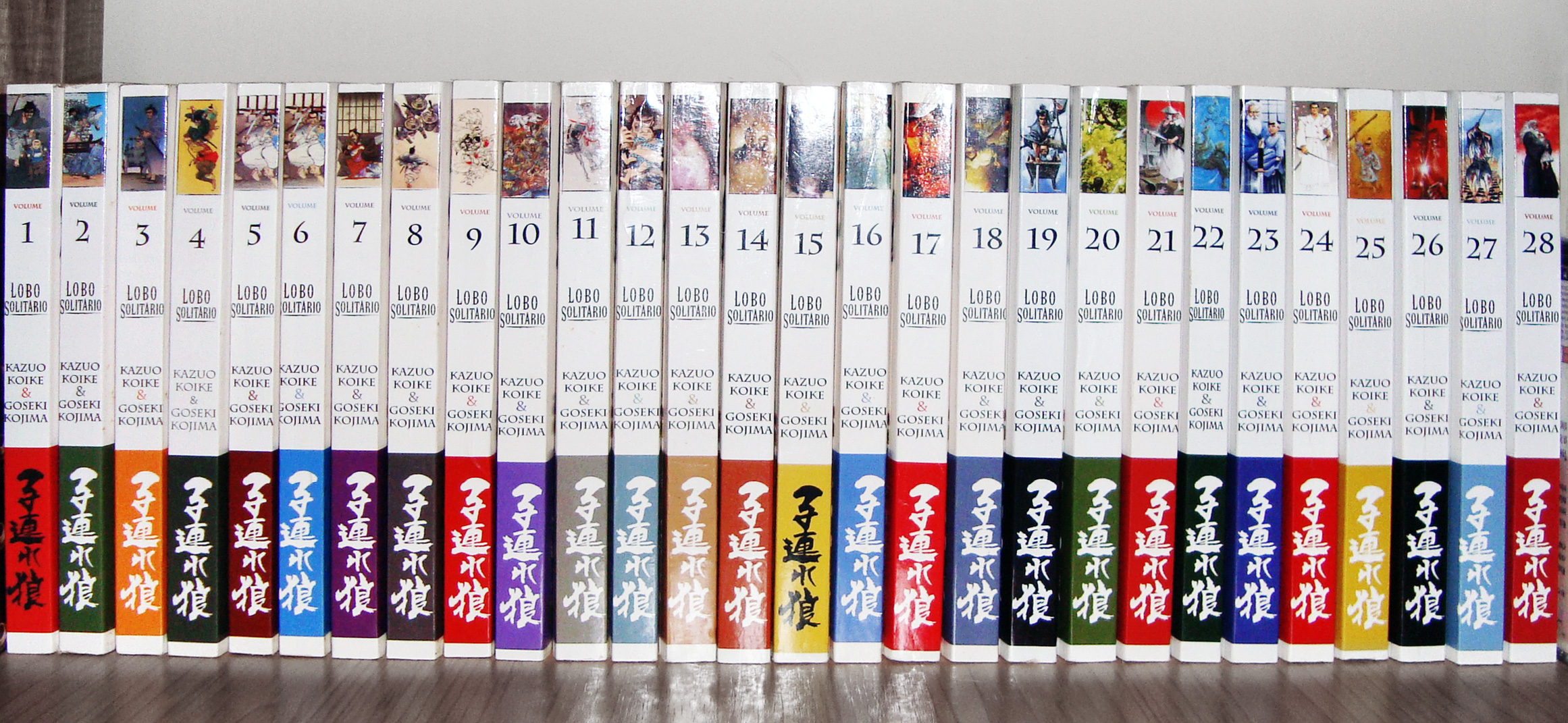
Coleção completa de Lobo Solitário em Takôbon

Tankōbon não inclui bunkobon (geralmente usado para romances), shinshō (geralmente usado para não ficção), ou o formato maior, mook (mistura de livro e revista), já que estes fazem parte de uma série.
Nos EUA, o tankobon é por vezes comparado aos formatos graphic novel e trade paperback.

## Mangá
Geralmente os mangás são publicados primeiramente em revistas de mangá mensais ou semanais no formato de listas telefônicas (como Afternoon, Shōnen Jump ou Hana to Yume). Essas antologias geralmente contém centenas de páginas e trazem capítulos de diversas séries diferentes. Elas são publicadas em papel-jornal barato e são consideradas descartáveis. Um tankōbon é um coleção de capítulos de uma só série reimpressas no formato de bolso e em papel de qualidade superior, costuma ter em torno de 200 páginas.

## Outros formatos

### Shinsōban
Similar ao wide-ban, o shinsōban (新装版) É uma nova edição liberada com (geralmente) uma nova capa. Os volumes geralmente têm páginas coloridas novas e outros extras. Por exemplo, em 2002, Sailor Moon foi reeditado; Algumas páginas foram completamente re-desenhadas e a maioria dos diálogos foram reescritos pela autora. Além disso, os capítulos foram redivididos para se encaixar em 12 volumes em vez de 18.

### Bunkōban
O bunkōban (文庫版) é uma Edição Econômica, bem pequenos, formato de bolso A6), com mais páginas e mais baratos.

### Aizōban
O aizōban (愛蔵版) é uma Edição de Colecionador. Costuma ter um acabamento e papel melhor e às vezes capa dura.

### Wide-ban
O wide-ban ou waidoban (ワイド版) é num formato maior (A5) do que um tankōbon regular. Muitos mangás, particularmente em mangás seinen e josei, são publicados em edições wide-ban após a publicação em revistas, e nunca são lançados no formato tankōbon que é comum em shōnen e shōjo. Quando uma série é originalmente publicada em formato tankōbon, é re-lançada em formato wide-ban, cada volume conterá mais páginas do que na edição original, e, portanto, a série terá menos volumes. Por exemplo, Maison Ikkoku foi originalmente lançado em 15 volumes tankōbon, mas foi republicado como 10 volumes wide-ban.

### Kanzenban
O kanzenban (完全版) é uma Edição de Luxo, no Brasil a Conrad Editora lançou alguns volumes da série Dragon Ball. Tem papel de altíssima qualidade, com acabamento primoroso, posters, material inédito, retoque de arte.
Em 2016, a Editora JBC lançou no Brasil a edição Kanzenban do mangá Cavaleiros do Zodíaco - Saint Seiya com papel luxcream e capa dura.

### Kyūkyokuban
O Kyūkyokuban (究極版) é uma Edição de Luxo. Essa costuma surgir anos após o edição kanzenban de uma obra e compartilha das mesmas características, tendo como diferença o tamanho que é menor mais parecido com o do Tankōbon.
Em 2019, a Editora JBC lançou no Brasil a edição Kyūkyokuban do mangá Hokuto no Ken com papel luxcream e verniz localizado na capa.

### Kaitei-ban
O Kaitei-ban (改訂版) Edição Revisada, onde a obra é reeditada pelo autor contando com páginas redesenhadas, novos capítulos adicionados e páginas coloridas.
Em 2019, a Editora NewPOP lançou no Brasil a edição Kaitei-ban do mangá Devilman com papel pólen bold e capa dura.

### Sōshūhen
O Sōshūhen (総集編) é um formato relativamente novo publicado pela Shueisha a partir de 2008. Uma edição sōshūhen é do tamanho B5 (176 × 250 mm), maior que um kanzenban e reproduz similarmente capas de capítulos e páginas coloridas, enquanto incluindo também uma variedade de recursos de bônus, como pôsteres e entrevistas. A maioria dos lançamentos sōshūhen são para mangás populares com serializações em andamento. Eles também contêm muito mais páginas do que um tankōbon padrão e, portanto, apresentam mais capítulos em menos volumes; Naruto parte I foi publicado originalmente em 27 tankōbon volumes, mas foi completado em apenas oito volumes sōshūhen .

### Full Color
Full Color (フルカラー) é uma Edição de Luxo, estilo graphic novel que mostra uma versão 100% colorida de um mangá.
No Brasil tivemos os mangás Highschool of the Dead pela Panini Comics e mangá Guardiões do Louvre pela editora Pipoca & Nanquim, seguindo esse formato.

## No Brasil
No Brasil houve algumas tentativas de antologias publicadas pela Editora Escala, o formato mais utilizado para a versão encadernada é o formatinho, maior que o formato japonês e o número de páginas é metade de uma edição japonesa.
A Editora JBC começou publicando no formato de bolso, títulos como Samurai X, Video Girl Ai, Guerreiras Mágicas de Rayearth, porém anos mais tarde também adotaria um formato maior.
Antes dos títulos publicados pela Conrad e pela JBC, os mangás foram publicados em diversos formatos distintos, Ranma ½ por exemplo foi publicado pela Animangá no formato americano, as páginas foram publicadas no sentido de leitura ocidental (da esquerda para direita) e lombada canoa (com grampos).
Em 2009, o Studio Seasons publicou de forma seriada o mangá brasileiro Zucker na revista Neo Tokyo da Editora Escala, semelhante ao que acontece com os mangás publicados em antologia, o título ganhou uma versão encadernada em 2010 pela Newpop Editora.
Em Maio de 2010 a Panini Comics lançou no mercado Naruto Pocket, trata-se de uma reedição do mangá Naruto no formato japonês.
Em Fevereiro de 2011, a L&PM, editora conhecida por publicar livros e quadrinhos em formato de bolso, anunciou que publicaria dois títulos da Shogakukan nesse formato: Solanin de Inio Asano, e Boken Shonen, de Mitsuri Adashi, previstos para serem lançados no segundo semestre do mesmo ano.